# Чемпионат Беларуси по боксу 2023
Чемпионат Белоруссии по боксу 2023 года среди мужчин и женщин проходил в Молодечно 13—18 марта. Чемпионат является одним из этапов для формирования национальной команды сборной Белоруссии 2024 года. Финалы поединков состоялись у женщин — 16 марта, у мужчин — 18 марта. Главный судья чемпионата — Сергей Асанов. Лучшим тренером чемпионата стал Константин Тупотилов, лучшим спортсменом — Максим Паньков.

## Медалисты мужчины
| Весовая категория | Золото                               | Серебро                                  | Бронза                                |
| ----------------- | ------------------------------------ | ---------------------------------------- | ------------------------------------- |
| до 51 кг          | Денис Солоцких Гродненская область   |                                          |                                       |
| до 54 кг          | Шах Николай Минск                    | Захаренков Иван Минск                    | Бутрим Александр                      |
| до 57 кг          | Максим Паньков Гомельская область    | Владислав Смоловский Могилёвская область | Алиев Рамил Илья Воробьёв             |
| до 60 кг          | Артур Туниев Могилёвская область     | Дмитрий Бальков Гомельская область       | Стельмахов Владислав Людвиг Александр |
| до 63,5 кг        | Дмитрий Дешкевич Минская область     | Говоров Максим Брестская область         | Леванков Кирилл Болсун Денис          |
| до 67 кг          | Самодуров Кирилл Гомельская область  | Титко Даниил Минск                       | Асанов Дмитрий Довнар Александр       |
| до 71 кг          | Круковский Ян Витебская область      | Гончаренко Евгений Гомельская область    | Гаврильчик Константин Гирштейн Арно   |
| до 75 кг          | Борисевич Владислав Минск            | Шелег Даниил Минск                       | Вакула Евгений Холаев Александр       |
| до 80 кг          | Вишневский Дмитрий Витебская область | Гирштейн Роберт Брестская область        | Абдулов Артур Останин Виталий         |
| до 86 кг          | Масалов Андрей Гродненская область   | Бразовский Павел Минская область         | Вишневский Вячеслав                   |
| до 92 кг          | Нагорный Никита Гомельская область   | Кравченко Никита Могилёвская область     |                                       |
| свыше 92 кг       | Мацулев Денис Брестская область      | Калита Артём Брестская область           | Руткевич Дмитрий Окунев Иван          |

## Медалисты женщины
| Весовая категория | Золото                               | Серебро                             | Бронза                                                                |
| ----------------- | ------------------------------------ | ----------------------------------- | --------------------------------------------------------------------- |
| до 48 кг          | Краснова Татьяна                     |                                     |                                                                       |
| до 50 кг          | Виноградова Ирина Гомельская область | Деренок Дарья Гомельская область    |                                                                       |
| до 54 кг          | Мельченко Александра                 | Трушкина Татьяна Гомельская область |                                                                       |
| до 57 кг          | Мулярчик Марина                      | Телиман Виктория Витебская область  |                                                                       |
| до 60 кг          | Стрижак Валерия Гомельская область   |                                     | Базылевич Влада Гомельская область                                    |
| до 63 кг          | Лецко Дарья                          |                                     | Аксенова Антонина Гомельская область Касимова Нина Гомельская область |
| до 66 кг          | Лапко Ксения                         |                                     |                                                                       |
| до 70 кг          | Антипина Карина                      |                                     |                                                                       |
| до 75 кг          | Бутелина Юля Гомельская область      |                                     |                                                                       |
| свыше 81 кг       | Акуло Екатерина                      |                                     |                                                                       |